# Эрен (река)
Эре́н (фр. Hérin) — река на юге Франции в департаментах Дром региона Овернь — Рона — Альпы и Воклюз региона Прованс — Альпы — Лазурный Берег, приток Леса (бассейн Роны). Протяжённость реки — 23,3 км. Площадь водосборного бассейна — 424 км².

## География

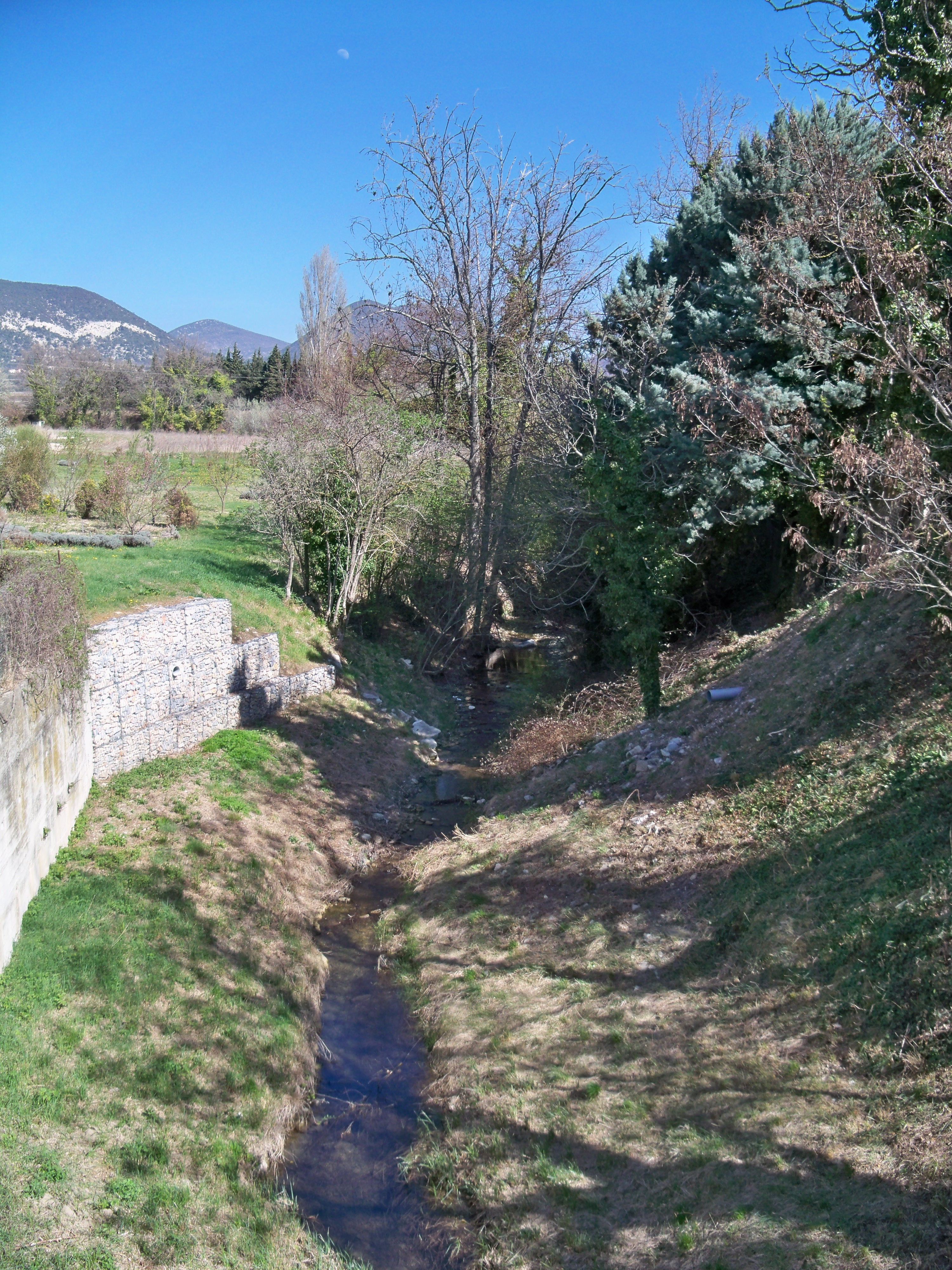
Эрен в Сен-Панталеон

Эрен протекает по югу Дрома и по Воклюзу. Впадает в Ле, приток Роны, между коммунами Сюз-ла-Русс и Буше.

## Притоки
- ручей Комб-Сен-Мишель (0,9 км)
- ручей Фон-дю-Лу (0,9 км)
- ручей Барри (2,7 км)
- ручей Соль (1,5 км)
- ручей Вердон (2,5 км)
- Риай (3,9 км)
- Рьё (1,6 км)
- Ла-Рубин (8 км)
- ручей Гран-Валла (4,8 км)

## Пересекаемые коммуны
Эрен пересекает территорию 6 коммун в двух департаментах.
В департаменте Дром:
- Сюз-ла-Русс
- Буше
- Тюлетт
- Венсобр

В департаменте Воклюз:
- Вальреа
- Визан